# Walisische Badmintonmeisterschaft 1988
Die Walisische Badmintonmeisterschaft 1988 fand in Pontypool statt. Es war die 36. Austragung der nationalen Titelkämpfe im Badminton in Wales.

## Titelträger
| Disziplin    | Sieger                      |
| ------------ | --------------------------- |
| Herreneinzel | Chris Rees                  |
| Dameneinzel  | Gail Davies                 |
| Herrendoppel | Chris Rees Lyndon Williams  |
| Damendoppel  | Sarah Doody Caroline Watson |
| Mixed        | Philip Sutton Sarah Doody   |